# Utreg Massive
Utreg Massive (UM) is een Drum and Bass-collectief uit Utrecht, opgericht in 2003. Naast het organiseren van feesten brengt het collectief ook verzamelplaten uit met Utrechtse drum and bassartiesten als Bong-Ra, Sage en Westrum, Druid, Paludal, Uncut Anger, Timski, Mc Chakra, Illusive, Flavour, Tilo, Mc Multiplex, Eskalation, El Maria, Chillum, Badjak, Decibel, Antistar and kwanto. In september 2010 worden de activiteiten afgesloten.

## Discografie
- UMCD001 Utreg Massive Strikes! (2003)
- UMCD002 Too Massive (2005)